# Brachiocera gonioptera
Brachiocera gonioptera är en fjärilsart som beskrevs av Diakonoff 1959. Brachiocera gonioptera ingår i släktet Brachiocera och familjen vecklare. Inga underarter finns listade i Catalogue of Life.